# Panamint City
Panamint City – opuszczone miasto w hrabstwie Inyo stanu Kalifornia, dokładnie w Panamint Range, blisko Doliny Śmierci i ok. 3 mile na północny zachód od Peak Sentinel.
Powstało w latach 1873–1874. Szybko powstały fabryki, sklepy, dzielnica czerwonych latarni. Pod koniec XIX wieku liczba mieszkańców wyniosła 2000. Wydawało także własną gazetę, Panamint News. Podstawą gospodarki było wydobycie srebra. Panamint City cieszyło się złą opinią ze względu na częste napady. W związku z tym górnicy przetapiali wydobyte srebro na wielkie sztaby, których kradzież była prawie niemożliwa.
24 lipca 1876 roku powódź zniszczyła prawie całe miasto. Do roku 1983 władze hrabstwa utrzymywały drogę do Panamint City. Zaprzestano, gdy ulewne deszcze spowodowały falę powodziową, która całkowicie wymyła kanion. Teraz możliwy jest dojazd wyłącznie samochodami terenowymi z napędem na cztery koła.
Dzisiaj stanowi atrakcję dla entuzjastów miast duchów, wyposażonych w odpowiednie pojazdy i sprzęt pomagający przetrwać.